# Nine Inch Nails
Nine Inch Nails (prescurtat și stilizat scris NIИ) este o formație de industrial rock, fondată în 1988 de Trent Reznor în Cleveland, Ohio. Ca principalul producător muzical, cântăreț, compozitor și instrumentalist, Reznor este unicul membru oficial al Nine Inch Nails.

## Etimologie
Reznor descrie sensul numelui Nine Inch Nails:
"Nu știu dacă v-ați gândit vreodată la nume de trupe, dar de obicei te gândești că ai unul grozav iar a doua zi te uiți la el și este stupid. Am avut cam 200 de genul acesta. Nine Inch Nails a rezistat la testul de 2 săptămâni, imprimat arăta grozav, și putea fi abreviat cu ușurință. Chiar n-are nici un sens literar. Părea oarecum infricoșător. [In cea mai bună voce masculină a sa] Dur și bărbătesc! Este un adevărat blestem să încerci să vii cu nume de trupă." Arhivat în 13 august 2015, la Wayback Machine.
Sigla Nine Inch Nails (literele "NIN" cu al doilea "N" scris invers, arătând aproximativ așa: "NIИ") a fost inspirată de tipologia lui Tibor Kalman de pe coperta albumului Talking Heads' Remain in Light.  .

## Gen
Sunetul celor de la NIN a fost descris ca alternative, electronica, heavy metal, rock, synth pop, sau, cel mai frecvent, industrial sau industrial rock.  Cu privire la catalogarea muzicii sale ca aparținand genului industrial, într-un interviu publicat în 1994 în revista Axcess Reznor a declarat:
"Ceea ce se numea înainte industrial music era reprezentat în urmă cu aproape 20 de ani de Throbbing Gristle și Test Dept. Avem foarte puține în comun cu ei, pe lângă faptul că muzica noastră este la fel de zgomotoasă ca a lor. Eu lucrez în contextul structurii unui cântec pop, în timp ce acele formații nu au făcut-o. Și deoarece nimeni nu a venit cu un nume nou care să separe acele două genuri oarecum distincte, tinde să irite pe toți fanii vechii școli, fluturându-și steagurile alternativității și obscurității. Așadar aș spune că am împrumutat din anumite stiluri și de la trupe de acest fel."  Arhivat în 13 august 2015, la Wayback Machine.
Cântecele celor de la NIN acoperă o serie de genuri: "The Perfect Drug" are ingrediente drum and bass, "Down in It" este influențată de către  Skinny Puppy, "Happiness in Slavery" are o tenta industrial metal în spiritul trupei Ministry, "The Frail" este o piesă melancolică piano , iar mare parte din Pretty Hate Machine ar putea fi considerată dark electronic pop in stilul celor de la Depeche Mode.

## Albume

### Pretty Hate Machine
Albumul de debut al celor de la NIN, Pretty Hate Machine (1989), consta în mare parte în versiuni de studio ale înregistrărilor demo (lansate neoficial mai târziu pe Purest Feeling.)  Aceasta a reprezentat totodată prima colaborare a celor de la NIN cu producătorul Mark 'Flood' Ellis. A devenit triplu album de platină în S.U.A. și a generat extrasele pe single "Head Like a Hole," "Down in It" și "Sin". Au fost făcute videoclipuri pentru toate cele trei extrase, dar videoclipul pentru "Sin" nu a fost difuzat până în 1997, odată cu Closure. "Something I Can Never Have" de asemenea a apărut intr-o formă parțial reînregistrată pe coloana sonoră produsă de Reznor pentru filmul Natural Born Killers, împreună cu "A Warm Place."
Trent Reznor a declarat într-un interviu că "Down In It" a fost primul cântec pe care l-a scris și că acesta a fost inspirat din "Dig It" a celor de la Skinny Puppy.
În aprecierile pentru albumul Pretty Hate Machine, Trent Reznor mulțumește scriitorului britanic de Horror/FantasyClive Barker pentru inspirația către sunetul tulburător creat pe album.
Începând cu 19 August, 2005, drepturile de autor pentru Pretty Hate Machine au fost scoase la licitație de către TVT Records, din cauza Prudential Securities Financial Services (Serviciile Securitații Financiare Preventive). Era parte dintr-un pachet de licitatie care cuprindea de asemenea drepturile pentru compilațiile de pe Television's Greatest Hits și coloana sonoră a filmului Mortal Kombat . În plus , cel mai mare ofertant putea să obțină un procentaj din vânzările viitoare ale altor difuzări pe TVT ale celor de la Nine Inch Nails, incluzând Broken, Fixed, The Downward Spiral și Further Down the Spiral. Rykodisc, care nu a câștigat licitația, dar care putea autoriza drepturile de difuzare de la Prudential  Arhivat în 31 decembrie 2006, la Wayback Machine., a repus pe piața Pretty Hate Machine în 22 Noiembrie, 2005. Rykodisc a dorit sa lanseze o ediție Deluxe  a albumului, similară în concept cu ediția Deluxe a The Downward Spiral, însă Reznor nu dorea să o producă fără a fi plătit. Rykodisc a relansat de asemenea Pretty Hate Machine în format de 12" vinil, precum și single-ul "Head Like a Hole", în 31 Ianuarie, 2006.

### Broken
Cea de-a doua mare lansare a NIN a fost Broken (1992), un EP de șase piese  plus două piese bonus.  Inițial a fost lansat în format tip fold-out , conținând primele șase piese pe un CD obișnuit și un minidisc suplimentar de trei inch cu piesele bonus rămase. A fost relansat mai târziu în forma unui singur CD, cu piesele bonus intitulate piesele "ascunse" 98 și 99. Cântecul "Wish", pus în valoare de videoclipul regizat de către Peter 'Sleazy' Christopherson din Coil, a câștigat un premiu Grammy la categoria "metal". Jon Reiss a regizat un videoclip pentru "Happiness in Slavery," care a fost aproape in totalitate interzis din cauza conținutului său grafic.  Videoclipul îl înfațișeaza pe artistul Bob Flanagan legându-se de o mașină care ulterior îi produce plăceri, îl torturează și îl omoară. Un videoclip pentru "Pinion" e difuzat de două ori pe MTV înainte să fie interzis pentru conținutul său inacceptabil, deși imagini din el devin elemente în secvența de deschidere a emisiunii MTV Alternative Nation. Un videoclip integral numit neoficial The Broken Movie a mai fost produs de Sleazy, dar nu a avut parte de o lansare oficială. The Broken Movie, ca în 2005, poate fi găsit la categoria bootleg (raritați).  Broken a fost urmat de un EP remix Fixed.

### The Downward Spiral
Cel de-al doilea album NIN și totodată cea de-a treia lansare majoră  a reprezentat-o The Downward Spiral (1994).  Aceasta era a doua colaborare a NIN cu Mark 'Flood' Ellis. A devenit quadruplu disc de platină și este considerat deseori de critici drept cea mai bună realizare NIN. Au fost lansate două single-uri "March of the Pigs" și "Closer", și două piese suplimentare, "Hurt" și "Piggy", au fost difuzate la radio fără o lansare de single. S-au făcut videoclipuri pentru "March of the Pigs", "Closer", o înregistrare live a melodiei "Eraser" (care nu ar fi primit altfel drept de difuzare) , și "Hurt". În varianta produsă de MTV, "Closer" s-a bucurat de un mare succes. Videoclipul pentru "Closer" (regizat de Mark Romanek), a creat în multe moduri un standard pentru videoclipurile celor de la Nine Inch Nails cu imagini sinistre ale capetelor de porci și elemente S&M. Ultima piesă de pe album, "Hurt", se va bucura din nou de succes odată cu preluarea, cu o modificare minoră a textului, de către Johnny Cash în 2003. În 1995 David Bowie a cântat o versiune a piesei "Hurt" în duet cu Trent Reznor în turneul Outside.
The Downward Spiral a fost urmat de EP-ul remixat Further Down the Spiral, care conținea o colaborare cu pionierul muzicii electronice Aphex Twin și introducea părti de chitară noi în interpretarea chitaristului Dave Navarro de la Jane's Addiction. O variantă remasterată a piesei The Downward Spiral a fost lansată în 23 Noiembrie, 2004, însoțită de un CD cu bonusuri și raritați.

### The Fragile
Cea de-a patra lansare majorǎ NIN este albumul compus din douǎ discuri The Fragile (1999). Au fost lansate trei single-uri, unul în SUA,("The Day the World Went Away") , unul în Marea Britanie, ("We're In This Together") lansat ca un single in 3 parți, și unul în Japonia și Australia, ("Into The Void") . Videoclipurile pentru "We're In This Together", "Into The Void" și "Starfuckers, Inc." (reintitulat "Starsuckers, Inc.") au fost difuzate în Statele Unite.

## Discografie

### Albume
- Pretty Hate Machine (1989)
- Broken (EP) (1992)
- The Downward Spiral (1994)
- The Fragile (1999)
- With Teeth (2005)
- Year Zero (2007)
- Ghosts I–IV (2008)
- The Slip (2008)
- Hesitation Marks (2013)
- Bad Witch (2018)
- Ghosts V: Together (2020)
- Ghosts VI: Locusts (2020)

### Videoclipuri
| Melodie                         | Regizor                             | Data lansarii       | Note |
| ------------------------------- | ----------------------------------- | ------------------- | --- |
| "Down in It"                    | Eric Zimmerman & Benjamin Stokes    | Septembrie 1989     | Aparitia logo-ului Nine Inch Nails care poate fi vazut in jacheta pe care Trent Reznor o poarta.                                                                                |
| "Head Like a Hole"              | Eric Zimmerman                      | Martie 1990         | melodia pentru acest videoclip nu este in varianta de pe album provenind, de fapt, din remixul intitulat "Head Like a Hole (clay)," de pe single-ul american "Head Like a Hole" |
| "Sin"                           | Brett Turnbull                      | 24 Noiembrie , 1997 | niciodata difuzat (o versiune editata apare pe Halo 12, desi videoclipul original nu a devenit disponibil decat prin site-ul TVT nefiind inca lansat oficial)                   |
| "Pinion"                        | Eric Goode & Serge Becker           | Februarie 1992      | Videoclipul pentru '"Pinion,",desi nu si melodia, a fost folosit pentru introducerea la MTV Kennedy- a gazduit Alternative Nation.                                              |
| "Wish"                          | Peter Christopherson                | February 1992       | |
| "Help Me I Am in Hell"          | Eric Goode & Serge Becker           | 24 Noiembrie, 1997  | niciodata difuzat (pe Halo 12) |
| "Happiness in Slavery"          | Jon Reiss                           | 24 Noiembrie, 1997  | niciodata difuzat (pe Halo 12) |
| "Gave Up"                       | Jon Reiss                           | 24 Noiembrie, 1997  | niciodata difuzat (pe Halo 12) |
| "Wish (live)"                   | Simon Maxwell                       | 24 Noiembrie, 1997  | difuzat la 120 minutes (de asemenea pe Halo 12) |
| "March of the Pigs"             | Peter Christopherson & Trent Reznor | Martie, 1994        | The released video was second attempt, after a more complex concept was abandoned. . There is speculation that clips from the original shoot appear in Closure.                 |
| "Closer"                        | Mark Romanek                        | 12 Mai, 1994        | 2 versiuni ale videoclipului lansate (Original Version / Nothing Version) |
| "Burn"                          | Hank Corwin & Trent Reznor          | 24 August, 1994     | pentru Natural Born Killers |
| "Hurt (live)"                   | Simon Maxwell                       | Martie, 1995        | |
| "The Perfect Drug"              | Mark Romanek                        | January 18, 1997    | pentru Lost Highway |
| "Eraser (live)"                 | Simon Maxwell                       | 24 Noiembrie, 1997  | niciodata difuzat (pe Halo 12) |
| "We're in This Together"        | Mark Pellington                     | August 27, 1999     | 2 versiuni ale videoclipului lansate (Scurta / Lunga) |
| "The Day the World Went Away"   | Necunoscut                          | 1999                | niciodata terminat (clipurile originale mixate cu videoclipul live pe Halo 17)                                                                                                  |
| "Into the Void"                 | Walter Stern & Jeff Richter         | 14 Ianuarie, 2000   | |
| "Starsuckers, Inc."             | Robert Hales & Brian Warner         | 2 Mai, 2000         | editarea "Starfuckers, Inc." |
| "Deep"                          | Enda McCallion                      | August, 2001        | pentru Lara Croft: Tomb Raider |
| "The Hand That Feeds"           | Rob Sheridan                        | 17 Martie, 2005     | lansat pe nin.com |
| "Only"                          | David Fincher                       | 12 Iulie, 2005      | 90-95% CGI |
| "Every Day is Exactly the Same" | Francis Lawrence                    | ???, 2006           | Zvonuri ca ar fi in stadiul de productie final. |

Broken, Varianta nelansata a filmului scurt regizata de Peter Christopherson, contine videoclipurile pentru "Pinion", "Wish" si "Happiness in Slavery".  De asemenea, contine un videoclip pentru melodia "Help Me I Am in Hell", si un alt videoclip pentru melodia "Gave Up" decat ceea ce apare pe Closure, cu scene din film. Este popular denumit si "the ''Broken'' Movie."

## Membri
Trent Reznor este singurul membru constant al formației, el compunând toate versurile si deținând control asupra formatiei. În timp ce înregistreaza, Reznor compune cântece noi alǎturi de diverṣi producători, ingineri.
De asemenea, Reznor este acompaniat de o formație in fiecare turneu NIN. Pe langa Reznor insuṣi, muzicienii in performanțele live NIN au fost :
- Richard Patrick -
- Jeff Ward -
- Chris Vrenna -
- James Woolley -
- Robin Finck -
- Danny Lohner -
- Chris Vrenna -
- James Woolley -
- Charlie Clouser -
- Aaron North -
- Jeordie White -
- Alessandro Cortini -
- Jerome Dillon -
- Josh Freese -
- Alex Carapetis -

## Premii
Nine Inch Nails a fost nominalizată la 13 Premii Grammy, din care a câștigat două.
- "Wish" – Best Metal Performance, 1992[2]
- The Downward Spiral – Best Alternative Music Performance, 1995 (nomination)[2]
- "Happiness in Slavery" – Best Metal Performance, 1995 (from Woodstock '94 compilation)[2]
- "Hurt" – Best Rock Song, 1996 (nomination)[2]
- "The Perfect Drug" – Best Hard Rock Performance, 1997 (nomination)[2]
- The Fragile – Best Alternative Music Performance, 1999 (nomination)[2]
- "Starfuckers, Inc." – Best Metal Performance, 1999 (nomination)[2]
- "Into the Void" – Best Male Rock Vocal Performance, 2000 (nomination)[2]
- "The Hand That Feeds" – Best Hard Rock Performance, 2005 (nomination)[3]
- "Every Day Is Exactly the Same" – Best Hard Rock Performance, 2006 (nomination)[4]
- "34 Ghosts IV" – Best Rock Instrumental Performance, 2009 (nomination)[5]
- Ghosts I–IV – Best Boxed Set or Limited Edition Package, 2009 (nomination)[5]
- Hesitation Marks – Best Alternative Music Album, 2013 (nomination)[6]